# Ruta 5 (Paraguay)
Die Ruta 5, nach Gral. Bernardino Caballero benannt, ist eine Fernstraße in Paraguay. Die Straße führt als Ost-West-Verbindung durch den Gran Chaco von Pozo Colorado nach Pedro Juan Caballero bis zur Grenze mit Brasilien. Sie ist 355 Kilometer lang.

## Straßenbeschreibung
Die Ruta 5 beginnt in Pozo Colorado an einer Kreuzung mit der Ruta 9 im Norden von Paraguay. Die Straße verläuft genau nach Osten durch den Gran Chaco. Die Umgebung besteht aus trockenen Bereich mit einer Mischung aus Wiesen, vereinzelten Bäumen und niedriger Aufforstung. Es gibt keine Dörfer auf den ersten 150 Kilometer bis zur Stadt Concepción, der wichtigsten Stadt auf der Strecke. Die Straße überquert den Río Paraguay über eine Brücke; dann führt die Straße 40 Kilometer weiter östlich nach Horqueta. Bei Horqueta führt die Ruta 5 dann in nordöstlicher Richtung weiter. Danach sind es noch ca. 160 Kilometer bis nach Pedro Juan Caballero. Bei Yby Yaú verläuft die Straße auf einer gemeinsamen Trasse mit der Ruta 3. In der Grenzstadt Pedro Juan Caballero ist ein kurzer Abschnitt mit zwei Fahrbahnen mit je zwei Fahrstreifen ausgebaut. Auf der brasilianischen Seite findet die Straße als BR-463 bis nach Dourados ihre Fortsetzung.

## Geschichte
Die Ruta 5 seit jeher die wichtigste Ost-West-Verbindung im Norden von Paraguay. Es ist eine der wenigen Straßen im nördlichen Paraguay, die gepflastert ist. Auf der gesamten Länge ist sie asphaltiert. Die Brücke über den Río Paraguay bei Concepción wurde circa 1988 eröffnet.

## Weblinks

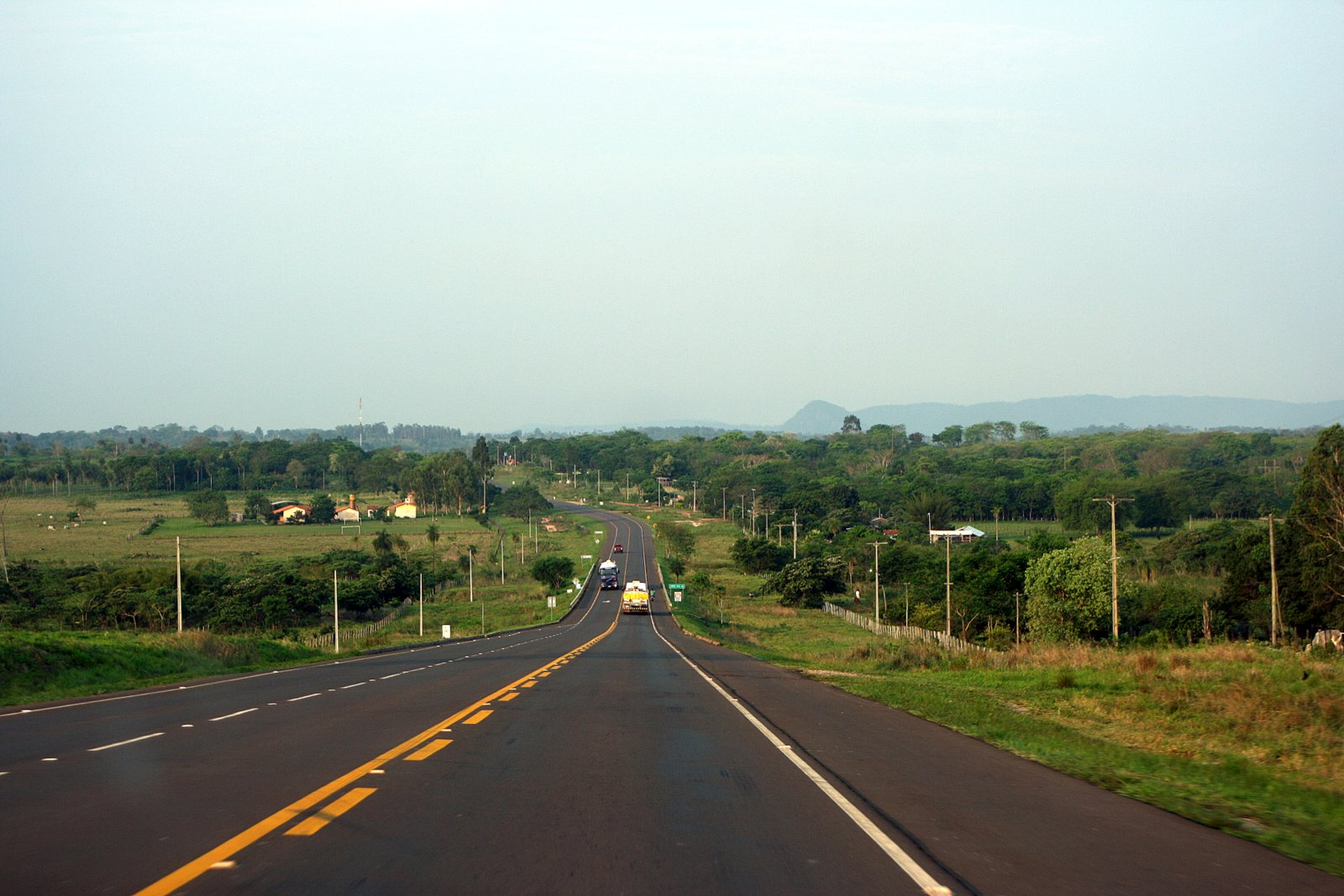
Ruta PY05 vor Pedro Juan Caballero